# Adenandra multiflora
Adenandra multiflora är en vinruteväxtart som beskrevs av P.Arne K. Strid. Adenandra multiflora ingår i släktet Adenandra och familjen vinruteväxter. Inga underarter finns listade i Catalogue of Life.